# ژان بودل
ژان بودل (به فرانسوی: Jean Bodel) شاعر قرن دوازدهم میلادی اهل فرانسه است.